# Lucjanów (powiat łaski)
Lucjanów – wieś w Polsce położona w województwie łódzkim, w powiecie łaskim, w gminie Widawa. 
W latach 1975–1998 miejscowość administracyjnie należała do województwa sieradzkiego.